# Herbert Knötzl
Herbert Knötzl (* in Wien) ist ein österreichischer Kabarettist, Schauspieler und Radiomoderator, der vor allem durch seine Mitwirkung in der Kabarettgruppe Projekt X bekannt wurde. Gemeinsam mit Clemens Haipl und Gerald Votava gründete er 1994 diese Gruppe, die für ihren anarchischen Humor und ihre präzisen Charakterstudien bekannt ist. "Projekt X" startete 1995 auf dem Radiosender FM4 und wurde dort über drei Jahrzehnte ausgestrahlt, bis die Sendung im Januar 2025 eingestellt wurde.

## Karriere
Erstmals trat er als „Hauptprojektleiter“ (HPL) im Jahre 1994 in der Jugendsendung Montevideo im ORF-Fernsehen zusammen mit Oliver Baier auf. Gerald Votava vertrat die Rolle des Assistenten „Herr Ralf“, Clemens Haipl gastierte als Mülltonne und Herbert Knötzl zeichnete für zahlreiche Auftritte in den verschiedensten Rollen in den Montevideo-Beiträgen verantwortlich. Neben seiner Radiotätigkeit trat Knötzl in verschiedenen Film- und Fernsehproduktionen auf. So spielte er 1996 im Film Tempo von Stefan Ruzowitzky die Rolle eines Neonazis. Ab 2010 verkörperte er in der Late-Night-Show "Willkommen Österreich" den Musiker Richard Klein und wurde in dieser Rolle auch für die österreichische Vorentscheidung zum Eurovision Song Contest 2011 nominiert.
Zusammen mit Clemens Haipl brachte Knötzl mehrere Bühnenprogramme auf die Bühne, darunter "Edutainment", das sich humorvoll mit Geografie und Musik auseinandersetzt, sowie "Zwei sind nicht zu bremsen", in dem sie Alltagsdramen im Zoohandel thematisieren.
Für seine Arbeiten erhielt Knötzl gemeinsam mit "Projekt X" mehrere Auszeichnungen, darunter 1998 den Romy und 2001 den Salzburger Stier. Auch nach der Einstellung von "Projekt X" bleibt Herbert Knötzl ein aktiver Bestandteil der österreichischen Kabarettszene und tritt weiterhin mit verschiedenen Programmen auf. Derzeit ist Herbert Knötzl in der Rolle des Richard Klein als Eurovision-Song-Contest-Juror tätig. Auch bei Gastauftritten in der Fernsehsendung Die liebe Familie Next Generation ist er als Sohn der Familie zu sehen.

## Kabarett-Programme
- 1999 – Projekt X Protest (im Rahmen von Projekt X)
- 2015 – Dackeln im Sturm (mit Clemens Haipl)
- 2019 – 2 sind nicht zu bremsen (mit Clemens Haipl)

## Filme/TV
- 1994: Montevideo (TV-Serie, ORF/3-Sat, Regie: Stefan Ruzowitzky)
- 1996: Tempo (Regie: Stefan Ruzowitzky)
- 1998–1999: Projekt X (TV-Serie, ORF Kunststücke/3-Sat)
- 2007: Die liebe Familie Next Generation
- 2014: Adam (Regie: David Lapuch)